# Levan Moseshvili
Levan Moseshvili, en géorgien : ლევან მოსეშვილი, né le 23 mai 1940 à Tbilissi dans la République socialiste soviétique de Géorgie et mort le 5 mars 2020 dans la même ville, est un joueur soviétique de basket-ball. 

## Palmarès
- Finaliste des Jeux olympiques 1964